# Riu Zi
El riu Zi o Zishui o Zi Shui (xinès simplificat: 资江 or 资水; xinès tradicional: 資江 or 資水; pinyin: zī jiāng; Wade-Giles: Tzu¹-chiang¹) és un dels quatre grans rius que discorren per la província de Hunan a la República Popular de la Xina. És, a més, un dels principals afluents del riu Iang-Tsé. Té una longitud de 653 quilòmetres i drena una conca de 28.214 km².
El Zi té dues fonts: la sud i l'oest. La font sud, el riu Daxishui, s'origina a les muntanyes Yuechengling, a la província de Guangxi; la font oest, el riu Heshui, s'origina a la zona del comtat de Chengbu.
Els dos rius flueixen fins que s'uneixen al riu principal, el riu Zi, al comtat de Shaoyang. A partir d'aquest punt, el Zi travessa Shaoyang, Xinshao, Lengshuijiang, Anhua i Taojiang fins a desembocar al llac Dongting.